# Ciclo onírico

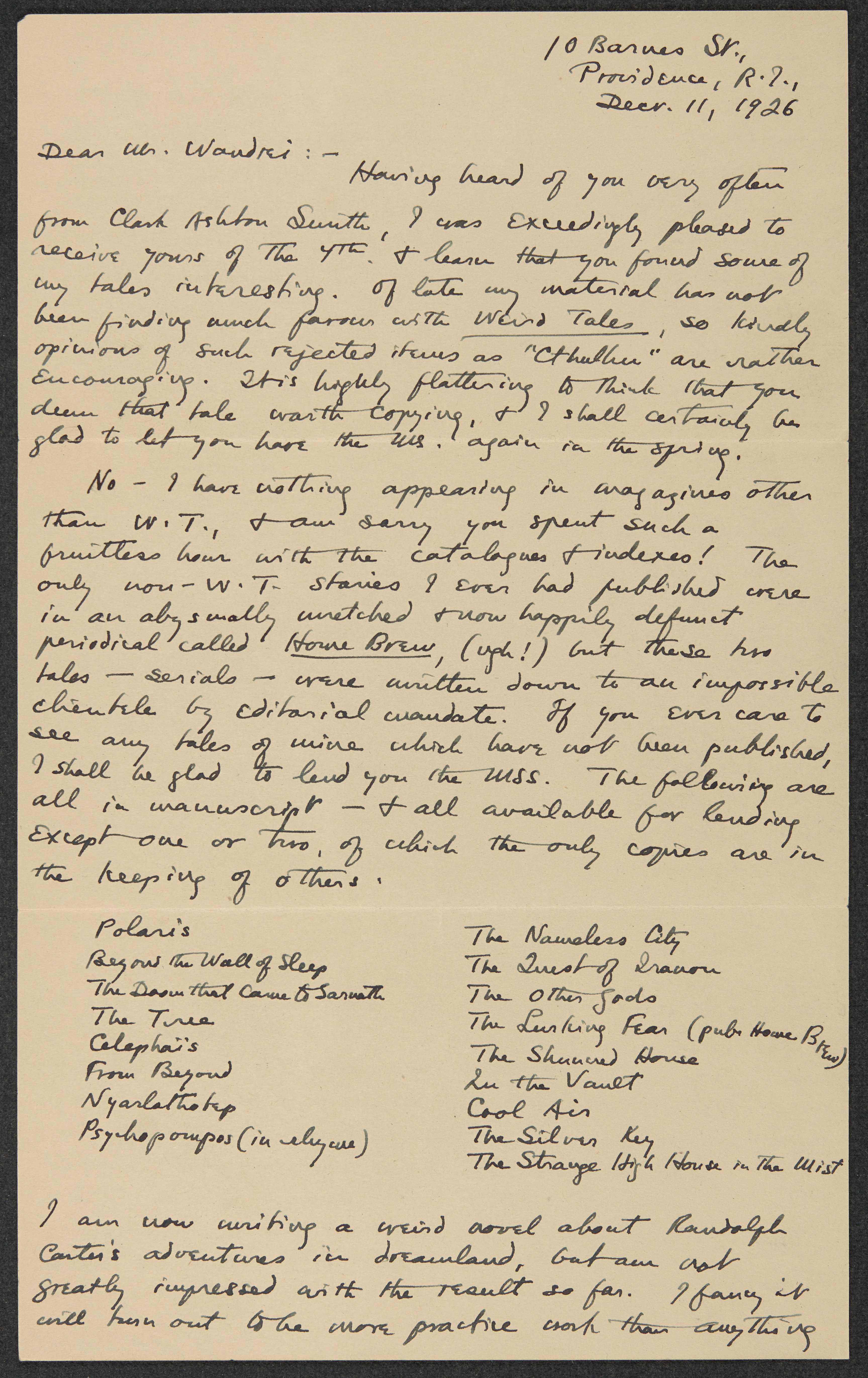
Primera carta dirigida a Donald Wandrei redactada por Lovecraft el 11 de diciembre de 1926 en la que menciona que está escribiendo sobre las aventuras de Randolph Carter en la tierra del sueño, en referencia a su obra La búsqueda en sueños de la ignota Kadath (1926).

El ciclo onírico o ciclo del sueño  es una serie de historias cortas y novelas del escritor estadounidense H. P. Lovecraft. Escritas entre 1918 y 1932, tratan sobre las "Tierras del sueño", una vasta dimensión alternativa a la que solo se puede acceder a través de los sueños.
La etapa onírica es posterior a la etapa gótica inicial, en la que impera el magisterio de Edgar Allan Poe, y antecede a los Mitos de Cthulhu, etapa final de madurez.

## Geografía
Las Tierras del sueño aparentemente se dividen en cuatro regiones:
- El oeste contiene los setenta peldaños del sueño profundo (que conducen a la "caverna de la llama") y el "bosque encantado", por el cual muchos entran en las Tierras del sueño. Otros puntos de interés incluyen el puerto de Dylath-Leen, una de las ciudades más grandes de las Tierras del sueño; el pueblo de Ulthar, "donde ningún hombre puede matar a un gato";[2] la ciudad costera selvática de Hlanith; y la capital comercial del desierto Ilarnek. Aquí se encuentra la legendaria Tierra de Mnar, cuyas piedras grises están grabadas con signos y donde se levantan las ruinas del gran Sarnath.
- El sur, hogar de la isla de Oriab y las áreas conocidas como los reinos fantásticos (descritos en La nave blanca).
- El este, hogar de Celephaïs, una ciudad soñada por su monarca Kuranes, el más grande de todos los soñadores documentados, y las peligrosas tierras prohibidas.
- El norte, ubicación de la temida Meseta de Leng, hogar de arañas devoradoras de hombres y los "Hombres de Leng", que parecen sátiros.[3]

Otros lugares incluyen el Inframundo, una región subterránea debajo de las Tierras del sueño habitada por varios monstruos; la Luna, accesible a través de un barco y habitada por "bestias lunares" parecidas a sapos aliadas con Nyarlathotep; y Kadath, un enorme castillo en la cima de una montaña y dominio de los "Grandes", los dioses de la Tierra del sueño.
Evidentemente, todos los soñadores ven las Tierras del sueño de manera ligeramente diferente, ya que Atal, sumo sacerdote de Ulthar, menciona que todos tienen su propia tierra del sueño. En la misma sentencia dice que las Tierras del sueño que muchos conocen son un "país general de las quimeras".

### Otro
- Harms, Daniel (1998). «Dreamlands». The Encyclopedia Cthulhiana (segunda edición). Oakland, CA: Chaosium. pp. 89–91. ISBN 1-56882-119-0.
- Brian Lumley escribió también sus propios libros de las tierras del sueño, comenzando con Hero of Dreams.
- Myers, Gary (1975). House of the Worm. Sauk City, WI: Arkham House. ISBN 0-87054-071-8.
- Myers, Gary (2013). The Country of the Worm: Excursions Beyond the Wall of Sleep. CreateSpace. ISBN 9781484801970.
- Jonathan L. Howard (2011). Johannes Cabal: The Fear Institute. Headline Publishing Group. ISBN 978-0755347995.
- Multiple Authors (2016). Kill Those Damn Cats - Cats of Ulthar Lovecraftian Anthology. First United Church of Cthulhu. ISBN 978-1535073677.